# Batista espiritual
A fé Batista Espiritual (ou Shouter Baptist) é uma religião cristã criada por africanos escravizados nas plantações da extinta Índias Ocidentais Britânicas, principalmente nas ilhas de Granada, São Vicente e Granadinas, Trindade e Tobago e as Ilhas Virgens. É uma religião afro-americana sincrética que combina elementos das diferentes religiões tradicionais africanas trazidas pelas populações escravizadas combinadas com o Cristianismo, sobretudo o Protestantismo Batista. Os batistas espirituais se consideram cristãos.

## História
Ao contrário dos outros países do mundo, a fé batista teve um início diferente em Trindade e Tobago. A religião foi introduzida no país pelos antigos Merikins, antigos escravos estadunidenses que foram recrutados pelos britânicos para lutar contra os Estados Unidos durante a guerra de 1812.  Após o fim da guerra, esses ex-escravos se estabeleceram em Trindade e Tobago, a leste da Missão de Savannah Grande (agora conhecida como Princes Town), em seis aldeias, desde então chamadas de Company Villages.

Esses colonos estadunidenses trouxeram consigo a fé protestante batista do Segundo Grande Despertar sincretizada, no caso dos oriundos da Geórgia, com o ritualismo da cultura gullah. Com a vinda dos missionários da Sociedade Batista Missionária da Grã Bretanha, a fé batista em Company Village foi muito afetada,que apesar do cisma que se seguiu entre os chamados batistas de Londres e os demais, as congregações batistas das Company Villages, incluindo aquelas com origens na cultura gullah, mantiveram poucos elementos africanos visíveis em sua pratica capazes de dar uma visão diferente dos batistas do norte do país:
“Enquanto aqueles que se estabeleceram nas Company Villages tenham sido expostos à influencia da Sociedade Missionária Batista, aqueles que se estabeleceram ao norte praticaram suas crenças trazidas da América com a inclusão de práticas religiosas africanas e essas crenças unidas formaram o grupo agora conhecido como “Batistas Espirituais”.
A fé batista espiritual se expandiu para Barbados em 1957 através do Movimento dos Batistas Espirituais Apostólicos dos Filhos de Deus. Agora é uma das duas religiões indígenas do país, sendo a outra religião o Rastafari. O Arcebispo Granville Williams, que nasceu em Barbados, viveu por 16 anos em Trindade e Tobago, onde ele conviveu com os batistas espirituais locais. Williams ficou entusiasmado com o movimento religioso de Trindade e Tobago afirmando que ele havia ouvido a voz de Deus e tido uma visão espiritual. Ao retornar a Barbados, ele realizou a primeira reunião da Igreja Cristã de Oistins ao ar livre. Devido a boa resposta recebida em Barbados, ele estabeleceu rapidamente a Igreja Batista Espiritual Apostólica de Jerusalém em Ealing Grove. Essa igreja foi rapidamente seguida pelo Templo Apostólico de Sião, em Richmond Gap. Em 1999, o número de seguires em Barbados atingiu cerca de 1900 membros. A Igreja de Jerusalém foi reconstruída para acomodar 3000 pessoas.

## Os Batistas de Xangô
O grupo dos Batistas de Xangô surgiu e seguiu sendo praticado apenas em Trindade e Tobago. O grupo não possui relação com os Batistas Espirituais. O culto ao Orixá Xangô é uma prática religiosa bem comum em Trindade e Tobago. O termo “batistas de Xangô”, por vezes, é usado para os devotos do Orixá Xangô dentro dos Batistas Espirituais. Com o tempo, a terminologia ganhou conotações negativas por parte dos batistas espirituais dizendo que o culto de Xangô e os Batistas Espirituais constituem dois cultos completamente separados.
Alguns dizem:
“Não existe Xangô Batista. Xangô é Xangô. Batista é Batista.”
Outros dizem que os batistas de Xangô simplesmente misturam as práticas batistas e o culto aos orixás como resultado da opressão semelhante por parte das autoridades coloniais de Trindade e Tobago.
Na prática, o culto aos Orixás em Trindade e Tobago, não está ligada aos Batistas Espirituais. Os cultos de Orixás não são semelhantes e não são realizados nos mesmo locais que as igrejas batistas espirituais.

## Proibição
As atividades dos batistas espirituais foram proibidas em 1917 pela Shouter Prohibition Ordinance, que foi finalmente revogada em 1951.[carece de fontes?]
Em 1996, o Governo de Trinidad e Tobago concedeu um feriado para a fé Batista Espiritual, a ser comemorado em 30 de março e chamado de Batista Espiritual/Dia da Libertação Shouter, em memória das lutas e no reconhecimento da revogação das leis de proibição.